# Вејн Фереира
Вејн Фереира (енгл. Wayne Ferreira; Јоханезбург, Јужноафричка Република, 15. септембар 1971) бивши јужноафрички тенисер, који је професионалну каријеру започео 1989. године.

## Каријера
Као јуниор био је први на ИТФ листи у конкуренцији парова и остварио је победу на УС Опену 1989. године.
Освојио је две титуле на АТП Мастерс турнирима и био полуфиналиста два пута на Аустралијан Опену 1994. и 2003. Укупно је победио на 15 АТП турнира у синглу и 11 у дублу. Најбољи пласман на АТП листи је достигао 1995. године када је био шести тенисер света. На Олимпијским играма 1992. у Барселони осваја сребрну медаљу у конкуренцији парова.
Један је од ретких који има позитиван скор против швајцарског тенисера Роџера Федерера.

## АТП Мастерс финала

### Појединачно 3 (2—1)
| Исход  | Година | Турнир       | Противник    | Резултат                         |
| Финале | 1993   | Индијан Велс | Џим Куријер  | 3–6, 3–6, 1–6                    |
| Победа | 1996   | Канада       | Тод Вудбриџ  | 6–2, 6–4                         |
| Победа | 2000   | Штутгарт     | Лејтон Хјуит | 7–6(6), 3–6, 6–7(5), 7–6(2), 6–2 |